# Don Bridge
Don Bridge je silniční viadukt v hrabství South Yorkshire v Anglii. Viadukt byl postaven jako součást patnácti mílového dálničního obchvatu Doncasteru přes řeku Don.

## Výstavba
Výstavba obchvatu Doncasteru byla zahájena 22. června 1959. Zakázka na stavbu obchvatu zahrnovala dvacet osm mostů, včetně pěti železničních. Jižní strana mostu se nachází ve Warmsworthu a severní strana ve Sprotbrough a Cusworthu. Most kříží stezku Trans Pennine Trail (Národní cyklostezka 62), která vede podél řeky. 
Výroba ocelové konstrukce mostu probíhala ve West Bromwich Works. Ocelová nosná konstrukce mostu byla z přístupových míst nasouvána určené místo. Ocelová konstrukce byla nastříkána zinkem. Betonová a ocelová konstrukce je známá jako kompozitní konstrukce. Betonové podpěry vyrobila společnost Ferro Concrete and Stone Co (North Notts) Ltd. z Retfordu. Obchvat postavilo konsorcium Holland, Hannen & Cubitts na základě smlouvy v hodnotě šest milionů liber.

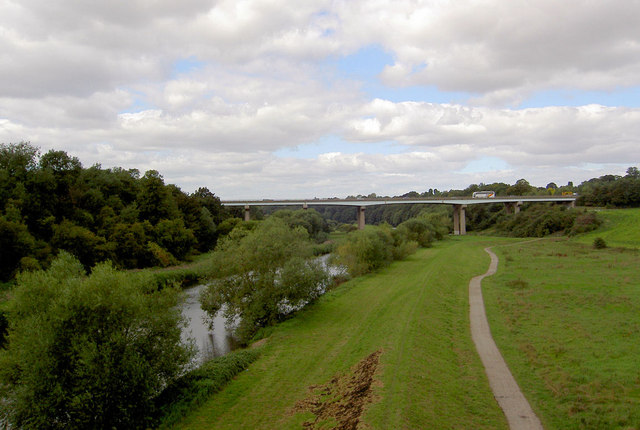
Pohled od západu, srpen 2007

## Konstrukce
Most se skládá ze dvou souběžných samostatných mostovek o sedmi polích. Každá mostovka je nesena pěti nýtovanými ocelovými nosníky, na nichž je položena železobetonová mostovka. Opěry a severní pilíř jsou založeny na skalním podloží (přímo), ostatní pilíře jsou založeny na vrtaných pilotách. Pilíře mají tvar vysokého štíhlého písmene T se šestibokými sloupy. Ocelová konstrukce má hmotnost 2 225 tun.